# 塞特
塞特（英語：Seth；希伯來語：שֵׁת，標準希伯來語：Šet，提比里亞發音：Šēṯ；阿拉伯语：‎，Shith or Shiyth）天主教譯為舍特，伊斯兰教译為塞斯，是《舊約聖經·創世紀》中亞當與夏娃的第三名兒子，該隱與亞伯的弟弟，是除他們二人以外於聖經內提及其名的兒子。根據創世紀第4章25節，塞特於該隱殺害亞伯後才出生，而夏娃則相信神「另立一個兒子（塞特）代替亞伯，因為該隱殺了他（亞伯）」。
塞特105歲生了以挪士，活了912年。

## 資料來源
1. ↑  《創世紀》第4章25節
2. ↑  《創世紀》第5章6節
3. ↑  《創世紀》第5章8節